# Теорема Ферма про багатокутні числа
Теоре́ма Ферма́ про багатоку́тні чи́сла стверджує, що будь-яке натуральне число можна подати як суму не більше ніж {\displaystyle n} {\displaystyle n}-кутних чисел.

## Приклади
Приклади розбиття натуральних чисел від 1 до 30 відповідно до теореми Ферма:
| Число | Сума не більше трьох трикутних чисел | Сума не більше чотирьох квадратних чисел | Сума не більше п'яти п'ятикутних чисел |  |
| ----- | ------------------------------------ | ---------------------------------------- | -------------------------------------- |  |
| 1     | 1                                    | {\displaystyle 1}                        | 1                                      |  |
| 2     | 1 + 1                                | 1 + 1                                    | 1 + 1                                  |  |
| 3     | 3                                    | 1 + 1 + 1                                | 1 + 1 + 1                              |  |
| 4     | 3 + 1                                | {\displaystyle 2^{2}}                    | 1 + 1 + 1 + 1                          |  |
| 5     | 3 + 1 + 1                            | {\displaystyle 2^{2}+1}                  | 5                                      |  |
| 6     | 6                                    | {\displaystyle 2^{2}+1+1}                | 5 + 1                                  |  |
| 7     | 6 + 1                                | {\displaystyle 2^{2}+1+1+1}              | 5 + 1 + 1                              |  |
| 8     | 6 + 1 + 1                            | {\displaystyle 2^{2}+2^{2}}              | 5 + 1 + 1 + 1                          |  |
| 9     | 6 + 3                                | {\displaystyle 3^{2}}                    | 5 + 1 + 1 + 1 + 1                      |  |
| 10    | 10                                   | {\displaystyle 3^{2}+1}                  | 5 + 5                                  |  |
| 11    | 10 + 1                               | {\displaystyle 3^{2}+1+1}                | 5 + 5 + 1                              |  |
| 12    | 6 + 6                                | {\displaystyle 2^{2}+2^{2}+2^{2}}        | 12                                     |  |
| 13    | 10 + 3                               | {\displaystyle 3^{2}+2^{2}}              | 12 + 1                                 |  |
| 14    | 10 + 3 + 1                           | {\displaystyle 3^{2}+2^{2}+1}            | 12 + 1 + 1                             |  |
| 15    | 15                                   | {\displaystyle 3^{2}+2^{2}+1+1}          | 5 + 5 + 5                              |  |
| 16    | 15 + 1                               | {\displaystyle 4^{2}}                    | 5 + 5 + 5 + 1                          |  |
| 17    | 10 + 6 + 1                           | {\displaystyle 4^{2}+1}                  | 12 + 5                                 |  |
| 18    | 15 + 3                               | {\displaystyle 3^{2}+3^{2}}              | 12 + 5 + 1                             |  |
| 19    | 10 + 6 + 3                           | {\displaystyle 3^{2}+3^{2}+1}            | 12 + 5 + 1 + 1                         |  |
| 20    | 10 + 10                              | {\displaystyle 4^{2}+2^{2}}              | 5 + 5 + 5 + 5                          |  |
| 21    | 21                                   | {\displaystyle 4^{2}+2^{2}+1}            | 5 + 5 + 5 + 5 + 1                      |  |
| 22    | 21 + 1                               | {\displaystyle 3^{2}+3^{2}+2^{2}}        | 22                                     |  |
| 23    | 10 + 10 + 3                          | {\displaystyle 3^{2}+3^{2}+2^{2}+1}      | 22 + 1                                 |  |
| 24    | 21 + 3                               | {\displaystyle 4^{2}+2^{2}+2^{2}}        | 12 + 12                                |  |
| 25    | 15 + 10                              | {\displaystyle 5^{2}}                    | 12 + 12 + 1                            |  |
| 26    | 15 + 10 + 1                          | {\displaystyle 5^{2}+1}                  | 12 + 12 + 1 + 1                        |  |
| 27    | 21 + 6                               | {\displaystyle 5^{2}+1+1}                | 22 + 5                                 |  |
| 28    | 28                                   | {\displaystyle 5^{2}+1+1+1}              | 22 + 5 + 1                             |  |
| 29    | 28 + 1                               | {\displaystyle 5^{2}+2^{2}}              | 12 + 12 + 5                            |  |
| 30    | 15 + 15                              | {\displaystyle 5^{2}+2^{2}+1}            | 12 + 12 + 5 + 1                        |  |

## Історія
Теорему названо ім'ям П'єра Ферма, який висунув це твердження 1638 році без доведення, але обіцяв надати його в окремій статті, яка так ніколи й не з'явилася. 1770 року Лагранж довів цю теорему для квадратних чисел. Гаусс довів теорему для трикутних чисел 1796 року. Він доповнив свою знахідку записом у щоденнику: «Еврика!» і опублікував доведення в книзі «Арифметичні дослідження». Цей результат Гауса відомий як «теорема еврика». Повністю теорему довів Коші 1813 року. Подальші доведення засновані на доведених Коші лемах.

## Окремі випадки
Найцікавіші квадратний {\displaystyle m=n^{2}} і трикутний {\displaystyle m={\frac {n(n+1)}{2}}} випадки. Теорема Лагранжа про суму чотирьох квадратів разом із теоремою Лежандра про три квадрати вирішують проблему Воринга для {\displaystyle n=2}. А в разі трикутних чисел заміна квадрата квадратним многочленом дозволяє зменшити необхідне число доданків.